# Rio Sul Serviços Aéreos Regionais

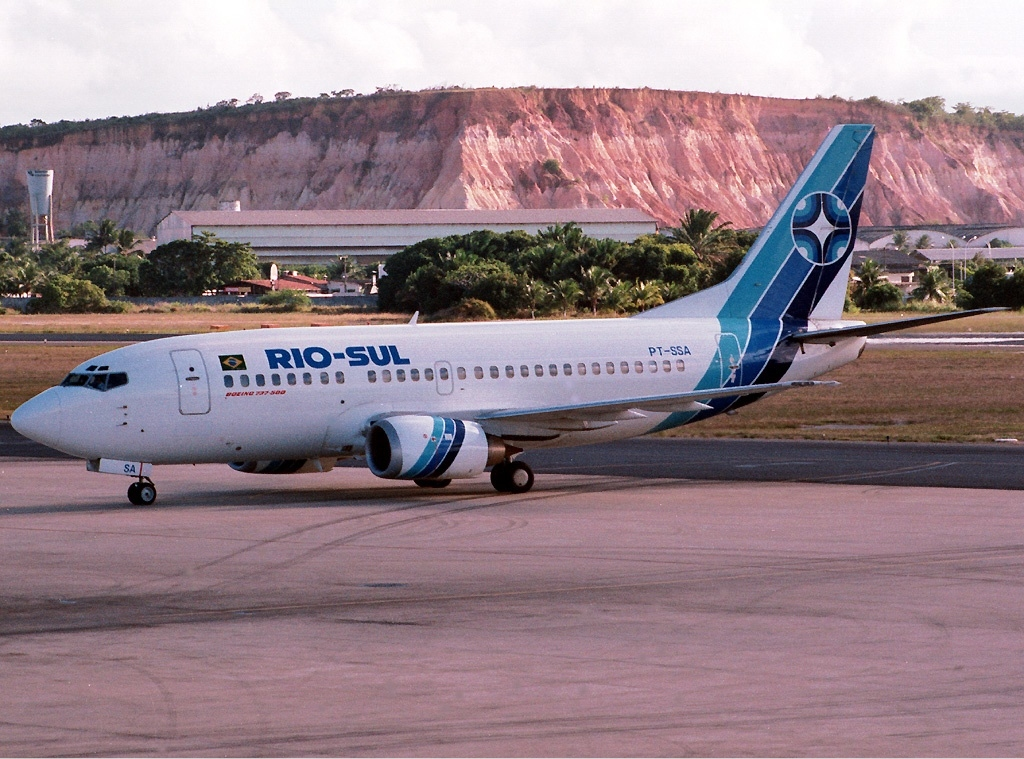
Boeing 737-500 de Rio Sul

Rio Sul Serviços Aéreos Regionais era una aerolínea en Brasil con sede en Río de Janeiro. Fundado en el 24 de agosto de 1976, Rio Sul proporcionaba vuelos por el sur de Brasil. Los destinos estaban en los estados de Espirito Santo, Paraná, Río Grande del Sur, Río de Janeiro, Santa Catarina, y São Paulo. Cesó sus operaciones en 2002.

## Flota Histórica
La aerolínea durante su existencia operó las siguientes aeronaves: